# Sainey Mbye
Sainey Mbye (* 20. April 1973) ist ein gambischer Politiker.

## Leben
| Parlamentswahl | Stimmen          | Stimmanteil      |
| -------------- | ---------------- | ---------------- |
| 1997           | 2.157            | 43,82 %          |
| 2002           | nicht angetreten | nicht angetreten |
| 2007           | 3.492            | 51,43 %          |
| 2012           | 3.181            | 47,10 %          |
| 2017           | 745              | 12,07 %          |

Sainey Mbye besuchte von 1990 bis 1993 die Tahir Ahmadiyya Muslim High school in Mansa Konko. Von 2012 bis 2016 machte Mbye auf der University of The Gambia den Bachelor of Laws (LLB) mit dem Studienfach International Recht und juristische Studien.
Bei der Wahl er zum Parlament 1997 als Kandidat der Alliance for Patriotic Reorientation and Construction (APRC) im Wahlkreis Upper Saloum in der Janjanbureh Administrative Area an. Mit 43,82 konnte er den Wahlkreis nicht für sich gewinnen, er unterlag Hamat Bah (NRP). Zu den Wahlen zum Parlament 2002 trat Mbye nicht an, die APRC schickte Omar N. L. Touray ins Rennen, der aber Bah unterlag. Bei der Wahl zum Parlament 2007 trat Mbye erneut als Kandidat im selben Wahlkreis an. Erneut trat er gegen Hamat Bah an, mit 51,43 % konnte diesmal den Wahlkreis erfolgreich für sich gewinnen. Auch bei der Wahl zum Parlament 2012 trat Mbye erneut als Kandidat an. Mit 47,10 % konnte er auch diesmal den Wahlkreis vor Bah für sich gewinnen. Bei der Wahl zum Parlament 2017 trat Mbye wieder in seinem Wahlkreis an als Kandidat an. Die Popularität der APRC sank im ganzen Land, so erreichte Mbye gerade noch 12,07 %. Er verlor den Wahlkreis an Alhagie Mbow (NRP).

## Auszeichnungen und Ehrungen
- 2016 – July 22nd Revolution Award[4]